# Cumpleaños (canción de Perlita de Huelva)
«Cumpleaños» es una canción española compuesta por José Espinosa y Felipe Campuzano,  que trata sobre el cumpleaños de una niña.
Fue grabada por la cantante Perlita de Huelva en Discos Belter en 1969.
Supuso un éxito en España, y continúa teniendo un seguimiento de culto. Es considerada como una de las canciones más emblemáticas de felicitación de cumpleaños. 

## Historia
La canción formó parte del EP «Cumpleaños» (1969) del sello Discos Belter y posteriormente en el LP «Amigo conductor», otro gran éxito. El tema resultó ser uno de los más populares del mismo.

## Popularidad
La canción ha llegado a convertirse en uno de los títulos más recordados de la artista, manteniendo su popularidad y vigencia en las siguientes décadas, hasta el extremo de competir en España con el clásico Happy Birthday to You o Cumpleaños feliz grupo musical infantil Parchís, como sintonía preferida para felicitar aniversarios, especialmente como consecuencia del altavoz que suponen las redes sociales.
En este sentido, la prensa en diferentes ocasiones se ha hecho eco de la conmemoración de aniversarios de celebridades precisamente con este tema, como es el caso de Isabel Preysler en 2018.